# Callebaut (geslacht)
Callebaut is een geslacht waarvan leden sinds 1983 tot de Belgische adel behoren.

## Geschiedenis
De stamreeks van de adellijke tak begint met Robert Callebaut (1929) die in 1983 werd verheven in de erfelijke Belgische adel. Veel van zijn nageslacht werd eveneens ingenieur of behaalde de mastergraad in management. Vanaf 1980 werden huwelijken gesloten binnen de Belgisch adel.
Anno 2019 leefden er nog negen adellijke mannelijke telgen, de laatste geboren in 2018.

### Wapenbeschrijving
- 1983: in sinopel, een maïskolf van goud, het veld ingebogen gekapt van hetzelfde, met rechts een afgerukte en omgewende leeuwekop van sabel, getongd van keel, en links een zwaard van hetzelfde. Een helm van zilver, gekroond, getralied, gesierd en omboord van goud, gevoerd en gehecht van keel. Dekkleden: goud en sinopel. Helmteken: de maïskolf van het schild. Wapenspreuk: 'Vivere ad construendum' in letters van goud, op een lint van sinopel

## Enkele telgen
Jhr. ir. Robert Callebaut (1929), industrieel ingenieur, chef de famille
- Jhr. Gérald Callebaut (1975), vermoedelijke opvolger als chef de famille

### Adellijke allianties
- Scheyven (1980), Lhoist (2011), De Brouchoven de Bergeyck (2013), De Villegas de Clercamp (2016)